# Comuna Kosteantînivka, Novomîrhorod
Kosteantînivka (în ucraineană Костянтинівка) este o comună în raionul Novomîrhorod, regiunea Kirovohrad, Ucraina, formată din satele Hannivka și Kosteantînivka (reședința).

## Demografie
Componența lingvistică a comunei Kosteantînivka
     Ucraineană (98,15%)
     Rusă (1,74%)
     Alte limbi (0,11%)
Conform recensământului din 2001, majoritatea populației comunei Kosteantînivka era vorbitoare de ucraineană (98,15%), existând în minoritate și vorbitori de rusă (1,74%).